# Ǩ

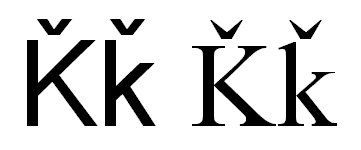
الفبای لاتین حرف K

Ǩ یا K ِ هفتک‌دار نام یکی از حروف الفبای رومانی،  لازی و سامی اسکولت است و نشان‌دهندهٔ آواهای [kʼ] و [c͡ç] می‌باشد.
در لاتین نویسی فارسی، Ǩ معادل حرف  /خ/ است

## منبع
Wikipedia contributors, "Ǩ," Wikipedia, The Free Encyclopedia, http://en.wikipedia.org/w/index.php?title=%C7%A8&oldid=603499804 (accessed July 7, 2014). 